# 浅野進治郎
浅野 進治郎（あさの しんじろう、1904年2月28日 - 没年不詳）は、日本の俳優である。本名同じ。旧芸名浅野 信二郎、浅野 進二郎、浅野 象二郎（あさの しょうじろう）ほか、表記の揺れがある。

## 人物・来歴
東京府東京市深川区（現在の東京都江東区深川地区）に生まれる。
新劇を志し、開校された新国劇付属演劇研究所に第1期生として入所、澤田正二郎（1892年 - 1929年）らの指導を受け、1923年（大正12年）8月に同所を卒業している。同研究所の同期には草間実、根本淳、第2期生には金平軍之助らがいた。まもなく関東大震災を経験し、1924年（大正13年）には、水谷竹紫、初代水谷八重子らが同年に設立した第二次芸術座に参加する。1929年（昭和4年）、日活太秦撮影所に入社、端役で映画界にデビューした。当初は現代劇に出ており、もっとも古い出演記録は、1931年（昭和6年）2月13日に公開された木村次郎監督のサイレント映画『暁の唄』であり、「浅野 信二郎」と名乗った。
1935年（昭和10年）12月末、太秦帷子ヶ辻中開町（現在の右京区太秦堀ヶ内町）に、牧野省三の長男であるマキノ正博がトーキー（映音式）のための新しい撮影所を建設した新会社、マキノトーキー製作所を設立、浅野はこれに参加、芸名を「浅野 進二郎」と改める。準主役級の待遇を受けたが同社は1937年（昭和12年）4月に解散、葉山純之輔、大内弘ら大半の俳優は新興キネマへ移籍したが、浅野はゼーオー・スタヂオや協同映画でのトーキーに出演を経て、マキノらの移籍した日活京都撮影所に移籍する。1939年（昭和14年）3月15日に公開された稲垣浩・マキノ正博共同監督による『袈裟と盛遠』に出演、「浅野 象二郎」に改名した。
第二次世界大戦の終結後、最初に映画に出演したのは、1950年（昭和25年）1月10日公開、太泉映画製作、東京映画配給配給、小杉勇監督による『なやまし五人男』であった。同作以降、芸名を「浅野 進治郎」に変更、フィックスした。
1960年代以降、テレビドラマにも進出、1979年（昭和54年）ころまでの出演記録が確認できる。同年に発行された『日本映画俳優全集・男優編』（キネマ旬報社）には、存命中であるとして東京都杉並区下井草の連絡先が記されているが、満75歳を迎えた同年以降の出演記録が見当たらず、以降の消息も不明である。没年不詳。

## 芸名
- 浅野 信二郎 - 日活太秦撮影所[9]
- 浅野 進二郎 - マキノトーキー製作所
- 浅野 象二郎 （あさの しょうじろう） - 日活京都撮影所[7]
- 浅野 進治郎 - 戦後

## フィルモグラフィ
すべてクレジットは「出演」である。公開日の右側には役名、および東京国立近代美術館フィルムセンター（NFC）所蔵等の上映用プリントの現存状況についても記す。同センター等に所蔵されていないものは、とくに1940年代以前の作品についてはほぼ現存しないフィルムである。

### 日活太秦撮影所
特筆以外すべて製作は「日活太秦撮影所」、配給は「日活」である。特筆以外「浅野信二郎」名義である。
- 『暁の唄』 : 監督木村次郎、1931年2月13日公開 - 秋夫[9]
- 『上海爆撃戦 征空大襲撃』 : 監督伊奈精一、1932年6月10日公開 - 勝部兵曹[9]
- 『地獄の眼鏡』 : 監督伊奈精一、1932年7月29日公開 - 大番頭
- 『無軌道市街』 : 監督伊奈精一、1932年10月20日公開 - 紙芝居屋
- 『荒木又右衛門 天下の伊賀越』 : 監督勝見庸太郎、製作太秦発声映画、配給日活、「浅野進二郎」名義、1934年6月28日公開 - 阿部四郎五郎

### マキノトーキー製作所
特筆以外すべて製作は「マキノトーキー製作所」、配給は「千鳥興行」あるいはマキノトーキーの自主配給である。すべてトーキー、初期の特筆以外すべて「浅野進二郎」名義である。
配給 千鳥興行
- 『旅の馬鹿安』 : 監督松田定次、「浅野進次郎」名義、1936年2月7日公開 - 出助
- 『松平外記』 : 監督松田定次、1936年3月8日公開 - 田沼山城守憲知、30分尺が現存（NFC所蔵[13]）
- 『丹下左膳 乾雲必殺の巻 第一篇』 : 監督マキノ正博、応援監督久保為義・松田定次・広瀬五郎、1936年3月15日公開 - 小野塚鉄斎
- 『丹下左膳 坤竜呪縛之巻』 : 監督マキノ正博、応援監督久保為義・松田定次・広瀬五郎、1936年4月1日公開 - 小野塚鉄斎・山椒の豆太郎（2役）
- 『加賀見山』 : 監督根岸東一郎・マキノ正博、1936年4月29日公開 - 佐上兵庫、51分尺で現存（NFC所蔵[13]）
- 『弥太郎笠 前篇』 : 監督松田定次・マキノ正博、1936年5月14日公開 - 与八
- 『黒蜻蛉』 : 監督久保為義、1936年6月5日公開 - 小猫の勘八、5分の断片が現存（NFC所蔵[13]）
- 『浅右衛門兄弟』 : 監督広瀬五郎、1936年6月20日公開 ※主演

自主配給
- 『旗本八萬騎』 : 監督中川信夫、1937年1月31日公開 - 松平帯刀
- 『女左膳 第一篇妖火の巻』 : 監督中川信夫・マキノ正博、1937年2月14日公開 - 迷々亭迷雪
- 『滝の白糸』 : 監督広瀬五郎、1937年2月18日公開
- 『女左膳 第二篇魔剣の巻』 : 監督中川信夫・マキノ正博、1937年2月28日公開 - 迷々亭迷雪

### フリーランス
すべて「浅野進二郎」名義である。
- 『夜の鳩』 : 監督石田民三、製作ゼーオー・スタヂオ、配給東宝映画、1937年5月11日公開 - 豊太郎
- 『戦国時代』 : 監督松田定次、製作協同映画、1937年製作・公開 - お菊の父[8]

### 日活京都撮影所
特筆以外すべて製作は「日活京都撮影所」、配給は「日活」である。すべてトーキー、すべて「浅野象二郎」名義である。
- 『袈裟と盛遠』 : 監督稲垣浩・マキノ正博、1939年3月15日公開 - 嵯峨八郎[7]
- 『王政復古』 : 監督池田富保、1939年3月30日公開 - 大久保正助[7]
- 『妙法院勘八』 : 監督辻吉朗、1939年5月11日公開 - 鬼面の松[7]
- 『尊王村塾』 : 監督稲垣浩、1939年5月18日公開 - 今井伊佐雄
- 『春秋一刀流』 : 監督丸根賛太郎、1939年6月1日公開 - 村瀬勝左衛門、74分尺で現存[7]
- 『牢獄の花嫁』 : 監督荒井良平、1939年8月17日公開 - 浪人・左右田、97分尺の総集篇が現存[7]
- 『牢獄の花嫁 後篇』 : 監督荒井良平、1939年9月28日公開 - 浪人・左右田、同上[7]
- 『戦鼓』 : 監督倉谷勇、1939年9月14日公開 - 隊士・野上
- 『宮本武蔵 第一部 草分の人々・第二部 栄達の門』 : 監督稲垣浩、1940年3月31日公開 - 加藤庄兵衛、合計110分尺で現存[7]
- 『宮本武蔵 第三部 剣心一路』 : 監督稲垣浩、1940年4月18日公開 - 加藤庄兵衛
- 『風雲将棋谷 前篇』 : 監督荒井良平、1940年8月15日公開 - 小南虎次郎
- 『護国の鬼』 : 監督松田定次・倉谷勇、1940年9月5日公開 - 小宮山十内
- 『風雲将棋谷 完結篇』 : 監督荒井良平、1940年9月12日公開 - 小南虎次郎
- 『織田信長』（戦後改題『風雲児信長』） : 監督マキノ正博、1940年11月14日公開 - 斎藤義龍、90分尺で現存[7]
- 『剣光桜吹雪』 : 監督菅沼完二、1941年1月1日公開 - 跡部伝七郎、98分尺で現存[7]
- 『天兵童子 第一話 幼き英雄』 : 監督組田彰造、1941年5月11日公開 - 加藤虎之助、109分尺の総集篇が現存[7]
- 『天兵童子 第二話 日本の子』 : 監督組田彰造、1941年6月1日公開 - 加藤虎之助、同上
- 『天兵童子 第三話 勇む童心』 : 監督組田彰造、1941年6月19日公開 - 加藤虎之助、同上
- 『天兵童子 第四話 甦る力』 : 監督組田彰造、1941年8月14日公開 - 加藤虎之助、同上
- 『宮本武蔵 一乗寺決闘』 : 監督稲垣浩、1942年3月25日公開 - 太田黒兵助、89分尺で現存[7]（NFC所蔵[14]）
- 『ふるさとの風』 : 監督、製作松竹太秦撮影所、配給映画配給社、1943年2月4日公開 - 高木護郎、95分尺で現存（NFC所蔵[14]）

### 東宝
以降、すべて「浅野進治郎」名義である。
- 『なやまし五人男』 : 監督小杉勇、製作太泉映画、配給東京映画配給、1950年1月10日公開[6]
- 『又四郎行状記 鬼姫しぐれ』（『鬼姫しぐれ』） : 監督中川信夫、製作宝プロダクション・新東宝、配給新東宝、1951年2月11日公開 - 盤城屋庄兵衛、83尺で現存（NFC所蔵[11]）
- 『四十八人目の男』 : 監督佐伯清、製作・配給東宝、1952年6月26日公開 - 片岡源五右衛門
- 『続 浮雲日記』 : 監督並木鏡太郎、製作東京映画、配給東宝、1953年5月21日公開 - 鍛冶橋監獄の巡査[5]

### 東映京都撮影所
特筆以外すべて製作は「東映京都撮影所」、配給は「東映」である。
- 『朝焼け富士 前篇』 : 監督松田定次、1953年3月8日公開 - 備前屋新兵衛
- 『朝焼け富士 後篇』 : 監督松田定次、1953年3月17日公開 - 備前屋新兵衛
- 『むぎめし学園』 : 監督森永健次郎、製作東映東京撮影所、配給東映、1953年5月7日公開[6]
- 『母系図』 : 監督伊賀山正徳、製作東映東京撮影所、配給東映、1953年12月8日公開[6]
- 『近世名勝負物語 黄金街の覇者』 : 監督春原政久、製作東映東京撮影所、配給東映、1954年5月25日公開[6]
- 『二挺拳銃の竜』 : 監督小石栄一、製作東映東京撮影所、配給東映、1954年6月8日公開[6]
- 『神風特攻隊』 : 監督小石栄一、製作東映東京撮影所、配給東映、1954年10月19日公開[6]
- 『多羅尾伴内シリーズ 隼の魔王』 : 監督松田定次、東映東京撮影所、配給東映、1955年1月3日公開[6]
- 『姿三四郎 第一部』 : 監督田中重雄、製作東映東京撮影所、配給東映、1955年1月27日公開 - 根本昇太郎
- 『青春航路 海の若人』 : 監督瑞穂春海、製作東映東京撮影所、配給東映、1955年4月19日公開 - 矢島教授、93尺で現存（NFC所蔵[11]）
- 『暴力街』 : 監督小林恒夫、製作東映東京撮影所、配給東映、1955年9月6日公開 - パチンコ屋主人
- 『続サラリーマン 目白三平』 : 監督千葉泰樹、製作東映東京撮影所、配給東映、1955年9月27日公開 - 三平の兄
- 『青ヶ島の子供たち 女教師の記録』 : 監督中川信夫、製作・配給新東宝、1955年11月29日公開 - 民之助
- 『野口英世の少年時代』 : 監督関川秀雄、製作・配給東映教育映画部、1956年2月25日公開 - 父佐代助、48尺で現存（NFC所蔵[12]）
- 『天皇・皇后と日清戦争』 : 監督並木鏡太郎、製作・配給新東宝、1958年3月14日公開 - 外相・陸奥宗光[1]
- 『東海道四谷怪談』 : 監督中川信夫、製作・配給新東宝、1959年7月1日公開 - 四谷左門、77尺で現存（NFC所蔵[11]）
- 『太平洋戦争と姫ゆり部隊』 : 監督小森白、製作・配給大蔵映画、1962年7月1日公開、133尺で現存（NFC所蔵[12]）

### 大映京都撮影所
すべて製作は「大映京都撮影所」、配給は「大映」である。
- 『斬る』 : 監督三隅研次、1962年7月1日公開 - 高倉信右ヱ門、71尺で現存（NFC所蔵[11]）
- 『長脇差忠臣蔵』 : 監督渡辺邦男、1962年8月12日公開[6]
- 『青葉城の鬼』 : 監督三隅研次、1962年9月1日公開 - 役名不明、100尺で現存（NFC所蔵[11]）
- 『女系家族』 : 監督三隅研次、1963年3月31日公開 - 坂上医師
- 『第三の影武者』 : 監督井上梅次、1963年4月21日公開[6]
- 『手討』 : 監督田中徳三、1963年5月29日公開 - 柴田十太夫、85尺で現存（NFC所蔵[11]）
- 『対決』 : 監督安田公義、1963年5月29日公開[6] - 三枝高昌、82尺で現存（NFC所蔵[11]）
- 『桃太郎侍』 : 監督井上昭、1963年12月19日公開[6]
- 『忍びの者 続・霧隠才蔵』 : 監督池広一夫、1964年12月30日公開

### テレビドラマ
- 『サンヨーテレビ劇場』第42回『私は貝になりたい』 : 監督岡本愛彦、ラジオ東京テレビ、1958年10月31日放映 - 少尉
- 『NECサンデー劇場』第18回『兄とその妹』 : 監督高橋玄洋、NET、1960年1月10日放映
- 『破戒』 : 監督不明、NET、1961年1月22日放映
- 『松本清張シリーズ・黒の組曲』 : NHK
  - 第37話『噂始末』 : 監督安江泰雅、1962年12月20日 - 21日放映 - 金森与衛門
- 『三匹の侍』 : フジテレビジョン
  - 第7話『仇討御免』 : 監督五社英雄、1963年11月28日放映
  - 第23話『剣影無情』 : 監督五社英雄、1964年3月19日放映
- 『特命諜報207』 : NET / 東映テレビプロダクション
  - 第15話『新京の幽霊』 : 監督近藤竜太郎、1964年9月22日放映
- 『七人の刑事』 : 東京放送
  - 第152話『私立探偵』 : 監督山田和也、1964年放映
  - 第190話『手口』 : 監督山田和也、1965年放映
  - 第315話『二人の女』 : 監督山田和也、1968年放映
- 『青年同心隊』 第12話「若さでぶっとばせ」（1965年、TBS）- 阿波屋徳兵衛
- 大河ドラマ『太閤記』 : 1965年1月3日 - 同年12月26日放映 - 穴山梅雪
- 『特別機動捜査隊』 : NET / 東映テレビプロダクション、連続テレビドラマ
  - 第182話『ある反抗』 : 監督今村農夫也、1965年放映
  - 第434話『赤ん坊』 : 監督北村秀敏、1970年放映
- 『丹下左膳』 : 監督船床定男、東京放送 / 宣弘社プロダクション、1965年10月6日 - 1966年3月30日放映 - 作造
- 『三匹の侍』（第4シリーズ） : フジテレビジョン
  - 第11話『小仏峠まかり通る』 : 監督藤井謙一、1966年12月15日放映 - 玉本新十郎
- シオノギテレビ劇場『蛍火』 : フジテレビジョン、1967年9月28日 - 同年10月5日放映
- 『とぼけた奴ら』 : NET / 東映テレビプロダクション
  - 第20話『危険な遊びが死を招く』 : 監督永野靖忠、1968年2月16日放映
- 『ウルトラマン』：TBSテレビ / 円谷プロダクション
  - 第37話「小さな英雄」：監督円谷一、1967年3月26日放映 - 東西大学・権田博士
- 『光速エスパー』：日本テレビ放送網 / 宣弘社プロダクション
  - 第3話「原子炉のカビ」：監督石川義寛、1967年8月15日放映
- 『風』 : TBS / 松竹
  - 第29話『若き祈り』 : 監督松野宏軌、1968年4月17日放映
- 『戦え! マイティジャック』 : 円谷プロダクション / フジテレビジョン
  - 第3話『悪魔の海に飛んでいけ!!』 : 監督満田かずほ、1968年7月20日放映 - 東海丸船長
  - 第11話『甘い爆弾にくらいつけ!』 : 監督大木淳、1968年9月14日放映 - 若林正次（若林ブドウ園園長）
- 『コメットさん』：TBS / 国際放映
  - 第61話「ニャン太郎三度笠」：監督大槻義一、1968年8月26日放映、金倉
- 『三匹の侍』（第6シリーズ） : フジテレビジョン
  - 第2話『噛ませ犬』 : 監督内野満寿男、1968年10月10日放映 - 宇兵衛
- 『怪奇大作戦』：TBS / 円谷プロダクション
  - 第16話「かまいたち」：監督長野卓、1968年12月29日放映 - 大東工業経営者
- 『新・日本剣客伝』 : NET / 東映
  - 第3話『伊藤一刀斎』 : 監督鈴木敏郎　1969年2月19日 - 同年3月12日放映
- 『遠山の金さん捕物帳』 : 東映 / NET
  - 第9話『役者がほれた女』 : 監督佐々木康、1970年9月6日放映 - 市村芳之丞
  - 第26話『桜を散らした女』 : 監督林伸憲、1971年1月3日放映 - 甲州屋
- 『鬼平犯科帳 （第１シリーズ）』：NET / 東宝
  - 第11話『老盗の夢』：監督渡邊祐介、1969年12月16日放映 ‐ 住職
  - 第31話『女の毒』：監督古川卓巳、1970年5月5日放映 ‐ 聖天の吉五郎
  - 第52話『乞食坊主』：監督吉村公三郎、1970年9月29日放映 ‐ 松島の儀兵衛
- 『髪結い八重ちゃん』 :TBS、1970年放映
- 『大忠臣蔵』 : NET / 三船プロダクション、1971年1月5日 - 同年12月28日放映 - 藤井又左衛門
- 『人形佐七捕物帳』 : 東宝 / NET
  - 第13話『ほおづき大尽』 : 監督高瀬昌弘、1971年7月3日放映 ‐ 茗荷屋十右衛門
- 千葉周作 剣道まっしぐら ：TBS
  - 第30話「火事だ！喧嘩だ！」：監督山際永三、1971年 - 佐平
- 『天皇の世紀』 : 朝日放送 / 国際放映、1971年9月4日 - 同年11月27日放映 - 松平和泉守
- 『大岡越前 第2部』 : C.A.L / 東京放送
  - 第2話『悪の決算』 : 監督内出好吉、1971年5月24日放映 - 萩原
- 『おらんだ左近事件帖』 : フジテレビジョン / 東宝
  - 第4話『黒い瓦版』 : 監督高瀬昌弘、1971年11月2日放映
- 『弥次喜多隠密道中』 : 歌舞伎座テレビ室 / 日本テレビ放送網
  - 第14話『木曽の暴れん坊（木曽・高須）』 : 監督土居通芳、1972年1月6日放映
- 『荒野の素浪人』 : 三船プロダクション / NET
  - 第2話『奪回 佐渡無宿人』 : 監督松森健、1972年1月11日放映
  - 第31話『非情 人斬り賭場』 : 監督村山三男、1972年8月8日放映
  - 第43話『銃撃 落日の決闘』 : 監督土居通芳、1972年10月24日放映
  - 第48話『挽歌 白蘭の牙』 : 監督土居通芳、1972年11月28日放映
- 『ミラーマン』：フジテレビジョン / 円谷プロダクション
  - 第8話「鋼鉄竜アイアンの大逆襲」：監督満田かずほ、1972年1月30日放映 - 貨物船船長
- 『世なおし奉行』 : NET / 東映
  - 第6話『二つの脅迫状』 : 監督井沢雅彦、1972年5月11日放映
- 『大岡越前 第3部』 : C.A.L / 東京放送
  - 第14話『忠相旅日記』 : 監督内出好吉、1972年9月11日放映 - 親爺
  - 第23話『狙われた男』 : 監督内出好吉、1972年11月20日放映 - 与兵衛
- 『水戸黄門 第4部』 : C.A.L / 東京放送
  - 第13話『曲わっぱの恋』 : 監督内出好吉、1973年4月16日放映 - 重蔵
  - 第28話『庄助さんの娘』 : 監督内出好吉、1973年7月30日放映 - 多七
- 『荒野の用心棒』 : NET/三船プロダクション
  - 第3話『兇弾は女地獄に炸裂して…』 : 監督石川義寛、1973年4月17日
  - 第26話『火薬輸送に兇弾が炸裂して…』 : 監督土居通芳、1973年9月25日 - 庄兵衛
- 『ウルトラマンタロウ』：TBS/円谷プロダクション
  - 第15話「青い狐火の少女」：監督筧正典、1973年7月13日放映 - 紅カオルの祖父
- 『大盗賊』 : 国際放映/丹波プロダクション/フジテレビジョン
  - 第9話『同心を警護しろ!』 : 監督降旗康男、1974年8月31日放映
- 『新・荒野の素浪人』 : 三船プロダクション / NET
  - 第36話『廃墟の絶唱』 : 監督宮越澄、1974年9月3日放映
- 『大岡越前 第4部』 : C.A.L / 東京放送
  - 第8話『秋刀魚にがいか恋の味』 : 監督山内鉄也、1974年11月25日 - 喜作
- 『大江戸捜査網』（第3シリーズ） : 三船プロダクション / 東京12チャンネル
  - 第31話『男の涙』、1974年放映 - 大口屋
  - 第55話『喧嘩三味線うすなさけ』、1974年放映 - 今津藩江戸家老・工藤多聞
  - 第102話『流転の女』、1975年放映 - 歌吉の父
  - 第137話『誇り高き父子鷹』、1976年放映 - 湊屋
  - 第232話『鉄火娘 怒りの一番纒』、1978年放映 - 松蔵
- 『右門捕物帖』 : NET/東映
  - 第40話『右門の愛』 : 監督西山正輝、1975年1月8日放映
- 『破れ傘刀舟悪人狩り』 : NET / 三船プロダクション
  - 第22話『狂った白刃』 : 監督土居道芳、1975年2月25日放映 - 榊原帯刀
- 『水戸黄門 第6部』 : C.A.L / 東京放送
  - 第12話『宍道湖慕情』 : 監督居川靖彦、1975年6月16日放映 - 利助
  - 第20話『若者の恋』 : 監督内出好吉、1975年8月11日放映 - 林弥平次
- 『鬼平犯科帳 (丹波哲郎)』 : 東宝 / NET、1975年放映　- 舟形の宗平
- 『江戸を斬るII』 : C.A.L / 東京放送
  - 第24話『まごころ』 : 監督倉田準二、1976年4月19日放映 - 奈良屋藤兵
- 『太陽にほえろ!』 : 東宝株式会社 / 日本テレビ
  - 第221話『刑事失格！？』 : 監督小澤啓一、1976年10月8日放映 - 勇駒水産新宿営業所主人
- 『江戸を斬るIII』 : C.A.L / 東京放送
  - 第13話『金四郎の結婚』 : 監督山内鉄也、1977年4月11日放映 - 久衛門
- 『水戸黄門 第8部』 : C.A.L / 東京放送
  - 第18話『黄門さまの土蔵破り』1977年11月14日放映 - 佐平
- 『破れ奉行』 : テレビ朝日/中村プロダクション
  - 第39話『さらば!破れ奉行』 : 監督吉川一義、1977年12月27日放映 - 源兵衛
- 『水戸黄門 第9部』 : C.A.L / 東京放送
  - 第14話『鈴に秘めた愛』 : 監督内出好吉、1978年11月6日放映 - 五平
- 『江戸を斬るIV』 : C.A.L / 東京放送
  - 第17話『瑠璃玉の復讐』 : 監督松尾正武、1979年6月4日放映 - 徳兵衛
- 『水戸黄門 第10部』 : C.A.L / 東京放送
  - 第6話『天下の怪盗光右衛門』 : 監督居川靖彦、1979年9月17日放映 - 川根屋宇兵衛